# Tinodes lomholdti
Tinodes lomholdti is een schietmot uit de familie Psychomyiidae. De soort komt voor in het Australaziatisch gebied.